# Rudolf Roonthal
Rudolf „Rudi“ Roonthal, geboren als Rudolf Rosenthal (* 24. April 1896 in Köln; † 22. Mai 1983 in Köln), war ein deutscher Komponist und Texter von Schlagern und anderem Liedgut sowie Verleger. Er trat zum 1. September 1930 der NSDAP bei (Mitgliedsnummer 296.658).

## Werke (Auswahl)
- „Das Lied der SA (Denn wir sind die braunen Soldaten)“ (1933)
- „Des jungen Seemanns letztes Lied: Kleines Schifflein, kleines Schifflein“ (1935)
- „Du bist das Glück.“ (Walzerlied, 1935)
- „Du kannst mich mal am Abend ein Viertelstündchen sehn!“ (Stimmungswalzer für Salonorchester, 1939)
- „Auf deine Liebe pfeife ich!“ (Ein lustiges Lied im Walzertakt für Jazz-Orchester, 1939)
- „Am Westwall blüht ein Rosenstrauch, Anna Katharin.“ (1940)
- „Das sucht man im Ausland vergebens.“ (Lied, 1941)
- „Wenn in der Heide der gelbe Ginster blüht.“ (Lied und deutscher Tango, 1941)
- „Einmal wird auch dir die Sonne wieder scheinen.“ (Lied und Langsamer Walzer, 1943)
- „Köln - mein Köln du wirst wiedererstehn. Heimatlied.“ (Text und Musik, 1944)
- „Fräulein, Sie werden am Telefon verlangt!“ (Lied und Foxtrott, 1947)
- „Zigeuner, spiel mir ein Pußtalied.“ (Lied und Tango, 1948)
- „Verschenk' dein Herz nicht im Dezember“ (Lied und Langsamer Walzer, 1948)
- Aus "Die Kaiserin von Hollywood" (1948):
  - „Sterne von Guatemala“ (Lied und Rumba)
  - „Du bist die Frau, der mein Leben gehört!“ (Lied)
  - „Rote Gladiolen -- Rote Gladiolen, rote Gladiolen schenkt man sich“ (Lied und Tango)
- „Nadja wo die Balaleika klingt.“ (Russische Romanze, 1948)
- „Jeden Montagabend um halb neun“ (Lied und Foxtrott, 1949)
- „Cʹest la vie, mon amour“ (Chanson musette und Valse, 1967)
- „Der Oma-Song -- Das macht alles nur die Oma“ (Couplet-Foxtrott, 1967)
- „In der Krone zu Assmannshausen“ (Romantisches Rheinlied und Marsch, 1967)
- „Der fröhliche Zecher -- Was soll ich schon im Himmel?“ (Walzerlied, 1967)
- „Lied der Kriegsopfer : Kleiner tapferer Soldat, du gabst“ (1969)
- „Weltenbummler-Song -- Meine Heimat ist die ganze Welt“ (Foxtrott, 1969)
- „Alter Wein und frisches Bier -- Ja, ja der Rebensaft!“ (Marschfox, 1969)
- „Traumland -- Im Land des Glücks“ (chanson de la paix/Friedenslied, 1978)
- „Ruf in der Nacht: Völker der Erde, reicht Euch die Hände“ (Friedenshymne, Text und Dichtung, 1980)
- „Der Zuckerhut-Tango -- Wenn in der Tropennacht die Tangogeigen singen“ (1981)
- „Menschen im Zwielicht -- Manche Leute kaufen Haschisch“ (Chanson, 1981)